# Lawler
Lawler és una població dels Estats Units a l'estat d'Iowa. Segons el cens del 2000 tenia 461 habitants.

## Demografia
Segons el cens del 2000, Lawler tenia 461 habitants, 202 habitatges, i 134 famílies. La densitat de població era de 200 habitants/km².
Dels 202 habitatges en un 24,8% hi vivien nens de menys de 18 anys, en un 57,4% hi vivien parelles casades, en un 6,9% dones solteres, i en un 33,2% no eren unitats familiars. En el 31,7% dels habitatges hi vivien persones soles el 17,8% de les quals corresponia a persones de 65 anys o més que vivien soles. El nombre mitjà de persones vivint en cada habitatge era de 2,28 i el nombre mitjà de persones que vivien en cada família era de 2,83.
Per edats la població es repartia de la següent manera: un 23,6% tenia menys de 18 anys, un 6,7% entre 18 i 24, un 22,6% entre 25 i 44, un 25,2% de 45 a 60 i un 21,9% 65 anys o més.
L'edat mediana era de 44 anys. Per cada 100 dones de 18 o més anys hi havia 87,2 homes.
La renda mediana per habitatge era de 30.500 $ i la renda mediana per família de 36.875 $. Els homes tenien una renda mediana de 31.429 $ mentre que les dones 21.029 $. La renda per capita de la població era de 21.268 $. Entorn del 10,5% de les famílies i el 16,3% de la població estaven per davall del llindar de pobresa.

## Poblacions més properes
El següent diagrama mostra les poblacions més properes.